# William Cavendish-Bentinck (7e duc de Portland)
Pour les articles homonymes, voir William Cavendish-Bentinck et Cavendish-Bentinck.
William Arthur Henry Cavendish-Bentinck (16 mars 1893-21 mars 1977) est un pair britannique et un homme politique du Parti conservateur. Titré 7e duc de Portland, il prend le titre de marquis de Titchfield jusqu'en 1943.

## Biographie
Portland est le fils aîné de William Cavendish-Bentinck (6e duc de Portland), et de son épouse, Winifred Anna Dallas-York. Il est élu à la Chambre des communes comme député de Newark en 1922, un siège qu'il occupe jusqu'à ce qu'il succède à son père dans le duché en 1943, et sert comme Lords du Trésor sous Stanley Baldwin de 1927 à 1929 et sous Ramsay MacDonald en 1932 et président du Joint Intelligence Committee pendant la guerre 39-45. Il occupe les postes honorifiques de Lord Lieutenant du Nottinghamshire entre 1939 et 1962 et est le deuxième chancelier de l'Université de Nottingham entre 1954 et 1971. En 1948, il est fait chevalier de la jarretière. Il est nommé commodore honoraire de l'air du 616e Escadron de la RAF.

## Mariage et enfants
Portland épouse Ivy Gordon-Lennox, fille du colonel Lord Algernon Charles Gordon-Lennox et petite-fille de Charles Gordon-Lennox (6e duc de Richmond), le 12 août 1915. Ils ont deux filles:
- Lady (Alexandra Margaret) Anne Cavendish-Bentinck (6 septembre 1916-21 décembre 2008)
- Lady (Victoria) Margaret Cavendish-Bentinck (9 octobre 1918-29 août 1955)

Il meurt en mars 1977, âgé de 84 ans, et est inhumé au lieu de sépulture traditionnel des ducs de Portland, dans le cimetière de l'église St Winifred à Holbeck.
Il est remplacé dans le duché par son cousin Ferdinand Cavendish-Bentinck. Le titre subsidiaire baron Bolsover s'est éteint à la mort. Le siège de la famille de Welbeck Abbey passe à sa fille aînée, Lady Anne, qui ne s'est jamais mariée; il passe ensuite au fils de sa sœur cadette décédée Lady Margaret, décédée en 1955 à l'âge de 36 ans, mariée à Don Gaetano Parente, Prince di Castel Viscardo, Italie, William Henry Marcello Parente (né le 18 février 1951), qui est haut shérif du Nottinghamshire en 2003–04.
Portland est un cousin au deuxième degré de la reine mère Elizabeth.